# دکتر فرانکن

دکتر فرانکن (به انگلیسی: Dr. Franken) یک بازی ویدئویی برای کنسول گیم بوی است که در سال ۱۹۹۲ توسط ‎Kotobuki System Co., Ltd.‎ منتشر شده‌است. این بازی اولین بازی از سری بازی‌های دکتر فرانکن است که توسط شرکت موتیوتایم توسعه یافته‌است. داستان بازی در مورد یک هیولای فرانکشتاین است که به دنبال جمع کردن تکه‌های پراکندهٔ دوست دخترش است. این بازی در کشور آمریکا با عنوان "ماجراهای دکتر فرانکن" برای کنسول سوپر نینتندو ای اس، منتشر گردید.